# Lobkowitz-kódex

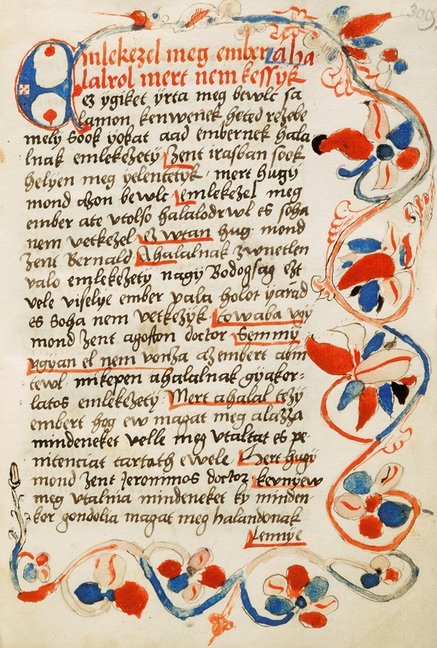
A Lobkowicz-kódex egyik levele.

Lobkowitz-kódex néven ismeretes egy késő középkori magyar nyelvemlék.
A 176 levél terjedelmű alkotás 1514-ben keletkezett, három ismeretlen nevű klarissza apáca másolta. Imádságokat, elmélkedéseket, példákat és legendákat tartalmaz. Néhány szövegrészlete ismeretes más középkori magyar kódexből is. A kódex nevét a Lobkowitz cseh hercegi családról kapta, akiknek raudnitzi könyvtárában őrzik. Volf György 1890-ben adta ki a Nyelvemléktár XIV. kötetében.